# عبد الله عانود
اللواء عبد الله عانود (بالصومالية: Cabdulaahi Caanood)‏ هو قائد عسكري صومالي، شغل سابقا منصب قائد وحدة الحرس الرئاسي الصومالي، عُين قائدا للقوات المسلحة الصومالية في 25 يونيو 2014 خلفا للجنرال طاهر آدم علمي وعين عبد الله عثمان عجي نائبا له، وشغل المنصب حتى 24 سبتمبر 2015.